# Nully
Nully es una comuna francesa situada en el departamento de Alto Marne, en la región de Gran Este.

## Demografía
| 297 | 286 | 265 | 264 | 224 | 222 | 150 |
| Para los censos de 1962 a 1999 la población legal corresponde a la población sin duplicidades (Fuente: INSEE [Consultar]) |     |     |     |     |     |     |